# توني كلارك (معلق رياضي)
توني كلارك (بالإنجليزية: Tony Clark) هو معلق رياضي أمريكي، ولد في 15 يونيو 1972 في نيوتن في الولايات المتحدة.

## وصلات خارجية
- توني كلارك على موقع دوري كرة القاعدة الرئيسي (الإنجليزية)
- توني كلارك على موقعبيزبول رفرنس.كوم (الدوري الرئيسي) (الإنجليزية)
- توني كلارك على موقع إي إس بي إن.كوم (أم.أل.بي) (الإنجليزية)
- توني كلارك على موقع مشجعي الرسوم البيانية (الإنجليزية)